# Trichocentrum morenoi
Trichocentrum morenoi är en orkidéart som först beskrevs av Dodson och Carlyle August Luer, och fick sitt nu gällande namn av Mark W. Chase och Norris Hagan Williams. Trichocentrum morenoi ingår i släktet Trichocentrum och familjen orkidéer. Inga underarter finns listade i Catalogue of Life.